# Jacques Rogge
Jacques Rogge (Gent, 1942. május 2. – Deinze, 2021. augusztus 29.) belga sportvezető. A Nemzetközi Olimpiai Bizottság nyolcadik elnöke, a tisztséget 2001 és 2013 között töltötte be.

## Életút
Jacques Rogge a belgiumi Gentben született, hivatását tekintve ortopéd sebész, a Genti Egyetemen végzett.
Az 1968-as, 1972-es és 1976-os olimpiák vitorlásversenyein finn dingiben vett részt, illetve 16 alkalommal szerepelt a belga nemzeti rögbi válogatottban. Rogge 1989 és 1992 között a Belga Olimpiai Bizottság, 1989 és 2001 között az Európai Olimpiai Bizottság elnöke volt. 1991-ben a Nemzetközi Olimpiai Bizottság tagja lett, és 1998-ban beválasztották a Végrehajtó Bizottságba.
Az 1976-os innsbrucki és 1988-as calgaryi téli, valamint az 1980-as moszkvai, az 1984-es Los Angeles-i és az 1988-as szöuli nyári olimpián a belga csapat vezetőjeként vett részt. A 2000-es sydney-i és a 2004-es athéni olimpia koordinációs bizottságának vezetője volt.
1992-ben lovaggá ütötték, 2002-ben pedig a főnemesség tagja lett, mint gróf, II. Albert belga király által. Szabadidejében, Rogge a modern művészet csodálója, illetve a történelmi és tudományos irodalom lelkes olvasója.
2002-ben a budapesti Semmelweis Egyetem díszdoktorává avatták.

## A NOB elnökeként
Rogge-ot 2001. július 16-án választották meg a Nemzetközi Olimpiai Bizottság elnökévé a 112. moszkvai kongresszuson, így Juan Antonio Samaranch utódja lett, aki 1980 óta vezette a szervezetet.
A 2002-es Salt Lake City-ben rendezett téli olimpiai játékokon, Rogge lett az első NOB elnök, aki az olimpiai faluban szállt meg, hogy élvezhesse a sportolókkal való közelibb kapcsolatot: "Az olimpiai falu a legbiztonságosabb hely a világon. Embert ennél komolyabb módon nem lehet őrizni".
Elnöksége alatt, 2007-ben a NOB ifjúsági olimpia létrehozásáról döntött. Az első nyári ifjúsági játékokat 2010-ben Szingapúrban rendezték, az első téli ifjúsági játékokra 2012-ben, Innsbruckban került sor.
2009 októberében a szervezet koppenhágai kongresszusán egyedüli jelöltként indulva újraválasztották a NOB elnökévé 2013-ig, és a szabályok értelmében nem jelöltetheti magát újra.
A 2010-es vancouveri téli olimpiai játékok megnyitó ünnepségén megemlékezett a grúz szánkóversenyzőről, Nodar Kumaritasvili-ről, illetve néma gyászszünettel adóztak emlékének az olimpiai és kanadai zászlók félárbócra eresztésével. Kumaritasvili halálos balesetet szenvedett az olimpia előtti gyakorlás során Whistlerben.
2013. szeptember 10-én a Nemzetközi Olimpiai Bizottság NOB 125. kongresszusán, Buenos Airesben Rogge utódjának Thomas Bachot választották.

### Viszályok
2008 júliusában Rogge bejelentette, hogy az olimpia ideje alatt a hatóságok nem fogják cenzúrázni a médiumokat: "első alkalommal, a külföldi sajtó szabadon tudósíthat, illetve korlátlanul publikálhat Kínában". Ennek ellenére Kevan Gosper, a NOB szóvivője bejelentette, hogy az internet cenzúrázva lesz az újságírók részére. Gosper, aki azt mondta, hogy erről a dologról ő korábban nem tudott, azt a látszatot keltette, hogy a NOB magas beosztású hivatalnokai titkos megállapodást kötöttek a kínai hatóságokkal, hogy azok engedélyezzék a cenzúrát, a sajtó, ill. NOB tagjainak bevonása nélkül. Rogge később tagadta, hogy bármilyen találkozó lett volna ezzel kapcsolatban, de nem ellenezte, hogy Kína ragaszkodott az előzetes ígéreteihez, ami az internet cenzúrára vonatkozott.
Rogge véleményezte Usain Bolt ünneplését az ő 100 méteres síkfutásban aratott győzelme után. "nem ez a módja, ahogy mi egy bajnokot elképzelünk" és "neki több tiszteletet kellett volna mutatnia a többi résztvevő iránt". Válaszul erre, Dan Wetzel, aki a Yahoo! Sport-nak tudósított a Játékokról, a következőképpen jellemezte őt: "egy klasszikus keménygalléros bürokrata", továbbá állította: "A NOB évekig milliókat kaszált olyan atlétákon, mint például Bolt, most pedig valakit ki kellett szemelni". Egy interjúban az Irish Times riporterével, Ian O'Riordan-nel, Rogge tisztázta, hogy egy kis félreértés történhetett.."Az, hogy mit csinált a verseny előtt vagy után, azzal nincs problémám. Én csak arra gondoltam, hogy a verseny alatti gesztikulációja egy kicsit tisztelettelennek tűnt".
A 2010-es vancouveri téli olimpiai játékokon, vitája volt a női síugrással kapcsolatosan. Ez az utolsó olyan sportág, amelyben nem vehettek részt nők az olimpiákon. A Nemzetközi Olimpiai Bizottság kijelentette, hogy a nők kizárása a versenyszámból nem számít diszkriminációnak.
Jacques Rogge ragaszkodott ahhoz, hogy "a döntés szigorúan technikai alapokon nyugszik, és abszolút nem nemi alapokon", ezt a kijelentést rengeteg kritika követte, beleértve a nemi megkülönböztetés vádját is.
2009-ben a Forbes magazin a világ 67 legbefolyásosabb embere közé választotta, a 60. helyen.

## Magánélete
Házas volt, feleségével két felnőtt gyermekük van, egyik fia, Philippe a Belga Olimpiai Bizottság delegációjának vezetője volt a pekingi olimpiai játékokon.